# Chaetodermis penicilligerus
Cá bò giấy tua (Danh pháp khoa học: Chaetodermis penicilligerus) hay còn gọi là cá bò giấy rong, cá bò giấy lá, tên tiếng Anh là tasseled filefish, weedy, eafy là một loài cá biển trong họ cá khờ Monacanthidae thuộc bộ cá nóc xuất xứ từ vùng biển Ấn Độ-Thái Bình Dương, nơi chúng trú ngụ trong các vùng có rong biển. Chúng là loài cá nằm trong một chi đơn loài là Chaetodermis với duy nhất một loài cá này.

## Đặc điểm
Chaetodermis penicilligerus có nhiều tua trên thân trông giống như rong biển, môi trường mà nó trú ngụ. Khi bơi, chúng sử dụng chủ yếu là vây lưng thứ hai và vây hậu môn, do vậy, khả năng bơi lội rất kém và hầu như chỉ dựa vào việc ngụy trang để lẩn tránh kẻ thù. Một số loài có màu sắc nổi bật trong khi những loài khác có xu hướng hòa vào màu sắc của môi trường xung quanh. Loài này thường xuất hiện trên thị trường dưới dạng cá non, nhưng cá trưởng thành có thể đạt đến 30 cm, khiến chúng khó được nuôi trong hồ có dung tích dưới 400 lít. 

## Cá cảnh
Trên thực tế, loài này chỉ phù hợp với hồ nuôi toàn cá vì nó không an toàn với bất kỳ loài thân mềm nào ngoại trừ những loài có độc chẳng hạn như hải quỳ thảm hay ống (carpet/tube anemones). bên cạnh nguồn thức ăn thường trực là các loại tảo, nên cung cấp khẩu phần thịt bao gồm tôm/cá, artemia tẩm bổ, tép mysis, sò, hến, tép krill và mực tối thiểu ba lần mỗi ngày.
Nó cũng cần nơi trú ẩn, nhất là hang có một cửa ra vào, nơi chúng có thể nghỉ ngơi vào ban đêm và lẩn trốn khi bị đe dọa. Hơn nữa, bởi vì loài này thường nhút nhát khi mới thả vào hồ, hang là nơi thích hợp nhất để nó bớt căng thẳng vì chưa quen với môi trường mới. Nên nhớ rằng, nó là loài bơi chậm và không thoải mái với dòng chảy mạnh, hay khi được nuôi chung với những loài rỉa vây chẳng hạn như cá nóc hay cá bò.